# Valentin Stocker
Valentin Stocker (Luzern, 1989. április 12. –) svájci válogatott labdarúgó. Posztját tekintve bal oldali középpályás.

## Pályafutása

### Klubcsapatokban
Valentin Stocker Luzern városában született. Az ifjúsági pályafutását, 1996-ban az SC Kriens csapatában kezdte, amely klubnak egészen 2005 decemberéig volt a tagja. 2006 januárjában a Baselhez szerződött, ahol az U21-es keret tagjaként a Swiss 1. Ligában játszott. A 2007–2008-as szezonban behívták az első csapatba, miután a tartalékkeret egyik legjobb középpályása lett. Stocker 18. születésnapján írta alá első profi szerződését.
Stocker a svájci kupa 2008. február 27-ei elődöntőjében, az FC Thun elleni hazai, St. Jakob-Parkban megrendezett mérkőzésen debütált a, amelyet a klub 1–0-ra megnyert. A ligában először 2008. március 2-ai, szintén FC Thun ellen idegenben 3–1-re megnyert találkozón lépett pályára. Harmadik bajnoki mérkőzésén, március 16-án megszerezte első szuperliga gólját a Sion ellen, de találatával nem tudta megakadályozni a 4–2-es idegenbeli vereséget. A 2007–2008-as szezonban az Basel megnyerte a szuperligát, illetve a kupát megszerezte. A bajnokságban Stocker tizenegy meccsen játszott, és három gólt szerzett. A szezon utolsó meccsén ő és Marco Streller szerezték a két gólt a BSC Young Boys ellen hazai pályán 2–0-ra megnyert bajnokin.
A szuperliga 2008–2009-es szezonjában Stocker 32 mérkőzésen öt gólt szerzett. E szezonban a Basel a harmadik helyen végzett a liga tabellán, így bejutott az Európa Ligába. A 2009–2010-es idényben 31 ligameccsen 12 gólt ért el, így hozzájárulva ahhoz hogy a klub megszerezze a kupát és a bajnoki címet is. A kupadöntőben Stocker két gólt szerzett Baselnek 6–0-s győzelemben a Lausanne-Sport ellen. 
A 2010–2011-es szezonban 26 bajnoki mérkőzésen lépett pályára és hét gólt szerzett. A klub e szezonban megszerezte harmadik bajnoki címét. Stocker a 100. szuperliga-mérkőzésén, a Young Boys elleni találkozón keresztszalag-szakadást szenvedett. A felépülési idejét hat-hét hónapra becsülték.
A 2011–2012-es szezonban 2011. december 3-án, az FC Luzern elleni hazai 1–0-s győzelem alkalmával tért vissza a csapatba, és ugyanazon a napon jelentették be, hogy szerződését 2016. június végéig meghosszabbították. A 2011–2012-es UEFA-bajnokok ligája csoportkörében 2–1-es hazai győzelmet arattak a Manchester United ellen, így a Basel továbbjutott a kiütéses szakaszba az Uniteddel ellentétben. A 2012. február 22-i, Bayern München elleni nyolcaddöntő mérkőzésén Stocker szerezte a győztes gólt. A 2011–2012-es svájci szuperliga-szezon végén Stocker negyedik bajnoki címét nyerte meg és a harmadik kupagyőzelmét a Basellel, így harmadik alkalommal duplázott a klub.
A 2012–2013-as szezonban Stocker pályafutása alatt újabb csúcspontot ért el. Marco Streller és Alexander Frei betegségük miatt nem tudtak játszani a 2013. február 21-i Dnyipro Dnyipropetrovszk elleni Európa Liga kieséses szakaszának mérkőzésén. Stockert így először jelölték a klub csapatkapitányának, ő juttatta a nyolcaddöntőbe a bázeli csapatot az idegenben elért 1–1-es döntetlennel. A svájci szuperliga 2012–2013-as szezonjának végén Stocker megszerezte ötödik bajnoki címét (zsinórban a negyediket), és megnyerte a Svájci Kupa ezüstérmét. A 2012–2013-as UEFA Európa-ligában a Basel az elődöntőig jutott, ahol az UEFA Bajnokok Ligája címvédő Chelsea-vel mérkőzött meg, de összesítésben 2–5-re kikapott.
A Basel 2013–14-es szuperliga-szezonja szintén nagyon sikeres volt.Stocker hatodik bajnoki címét szerezte meg a Basellel. A Svájci Kupában is bejutottak a döntőbe, de hosszabbítás után 2–0-ra kikaptak a Zürichtől. A Bajnokok Ligája 2013–2014-es szezonjában a Basel bejutott a csoportkörbe, és a harmadik helyen végzett, így kvalifikálták magukat az Európa Liga kieséses szakaszába, és itt jutottak tovább a negyeddöntőig.

### Hertha BSC
2014. május 18-án a Hertha BSC hivatalosan is bejelentette Stocker szerződését a klubbal. A hírek szerint Stocker négy évre szóló szerződést kötött, miután a Hertha és az FC Basel körülbelül 5 millió eurós átigazolási díjban állapodott meg.

### Újra a Baselnél
2018. január 10-én az FC Basel bejelentette, hogy Stocker visszatér a klubhoz, és három és fél éves szerződést írt alá, amely 2021 júniusáig szólt.
Marcel Koller edzősége alatt a Basel megnyerte a Svájci Kupát a 2018–2019-es szezonban. A kupa első körében a Basel 3–0-ra a Montlingent, a másodikban az Echallens Régiont 7–2-re, a nyolcaddöntőben pedig 1–0-ra verte meg a Winterthurt. A negyeddöntőben a Sion hosszabbítás után 4–2-re, az elődöntőben pedig a Zürich 3–1-re kapott ki. Az összes kupamérkőzést idegenben játszották le. A döntőt 2019. május 19-én rendezték meg Bernben, a Stadion Wankdorfban a Thun ellen. Az első gólt Albian Ajeti szerezte, Fabian Frei a másodikat lőtte a Basel színeiben, ezután a Thun játékosa Dejan Sorgić szerezte meg a szépítő gólt, így a végeredmény 2–1 lett a Baselnek. Stocker öt kupamérkőzésen lépett pályára és két gólt szerzett, mindkettőt a Sion elleni meccs hosszabbításában.

### A válogatottban
Stocker tagja volt a svájci U19-es és U21-es válogatottnak is. 2005. április 25-én debütált a svájci U16-os csapatban, csereként, a Skócia elleni idegenbeli 2–0-ra elvesztett mérkőzésen. 2008-ban és 2009-ben 7 meccsen lépett pályára a svájci U21-es csapatban. Az U21-es válogatottban 2008. március 26-án a Macedónia elleni UEFA U21-es labdarúgó-Európa-bajnokság selejtezőben mutatkozott be, ahol a válogatott 2–1-es idegenbeli vereséget szenvedett.
A svájci válogatott 2008. augusztus 20-ai, Ciprus elleni 4–1-re megnyert barátságos mérkőzésen debütált, ahol ő szerezte a nyitó gólt.
Stocker tagja volt a svájci válogatott keretének a 2014-es labdarúgó-világbajnokságon, ahol mindössze egy mérkőzésen, az Ecuador elleni nyitómérkőzésen lépett pályára, majd a félidőben lecserélték.

## Statisztikák
2022. május 22. szerint

| Klub          | Szezon   | Osztály                   | Bajnokság | Bajnokság | Kupa  | Kupa | Nemzetközi | Nemzetközi | Összesen | Összesen |
| Klub          | Szezon   | Osztály                   | Meccs     | Gól       | Meccs | Gól  | Meccs      | Gól        | Meccs    | Gól      |
| ------------- | -------- | ------------------------- | --------- | --------- | ----- | ---- | ---------- | ---------- | -------- | -------- |
| Basel         | 2007–08  | Swiss Super League        | 11        | 3         | 0     | 0    | 0          | 0          | 11       | 3        |
| Basel         | 2008–09  | Swiss Super League        | 32        | 5         | 0     | 0    | 9          | 1          | 41       | 6        |
| Basel         | 2009–10  | Swiss Super League        | 31        | 12        | 1     | 2    | 9          | 0          | 41       | 14       |
| Basel         | 2010–11  | Swiss Super League        | 26        | 7         | 0     | 0    | 10         | 3          | 36       | 10       |
| Basel         | 2011–12  | Swiss Super League        | 15        | 4         | 2     | 0    | 3          | 1          | 20       | 5        |
| Basel         | 2012–13  | Swiss Super League        | 31        | 6         | 2     | 1    | 17         | 3          | 50       | 10       |
| Basel         | 2013–14  | Swiss Super League        | 30        | 13        | 2     | 0    | 15         | 3          | 47       | 16       |
| Basel         | Összesen | Összesen                  | 176       | 50        | 7     | 3    | 63         | 11         | 246      | 64       |
| Hertha BSC II | 2014–15  | Regionalliga - északkelet | 1         | 1         | 0     | 0    | 0          | 0          | 1        | 1        |
| Hertha BSC    | 2014–15  | Bundesliga                | 26        | 3         | 1     | 0    | 0          | 0          | 27       | 3        |
| Hertha BSC    | 2015–16  | Bundesliga                | 22        | 1         | 2     | 0    | 0          | 0          | 24       | 1        |
| Hertha BSC    | 2016–17  | Bundesliga                | 17        | 4         | 2     | 1    | 1          | 0          | 20       | 5        |
| Hertha BSC    | 2017–18  | Bundesliga                | 3         | 0         | 0     | 0    | 2          | 0          | 5        | 0        |
| Hertha BSC    | Összesen | Összesen                  | 69        | 9         | 5     | 1    | 3          | 0          | 77       | 10       |
| Basel         | 2017–18  | Swiss Super League        | 14        | 2         | 1     | 0    | 2          | 0          | 17       | 2        |
| Basel         | 2018–19  | Swiss Super League        | 17        | 2         | 5     | 2    | 4          | 0          | 26       | 4        |
| Basel         | 2019–20  | Swiss Super League        | 29        | 8         | 5     | 3    | 14         | 2          | 48       | 13       |
| Basel         | 2020–21  | Swiss Super League        | 23        | 6         | 1     | 0    | 3          | 1          | 27       | 7        |
| Basel         | 2021–22  | Swiss Super League        | 27        | 6         | 1     | 0    | 11         | 4          | 39       | 10       |
| Basel         | Összesen | Összesen                  | 110       | 24        | 13    | 5    | 34         | 7          | 157      | 36       |
| Összesen      | Összesen | Összesen                  | 355       | 83        | 25    | 9    | 100        | 18         | 480      | 110      |

### Góljai a válogatottban
| # | Időpont             | Helyszín                               | Ellenfél         | Gólok | Eredmény | Kiírás                                     |
| - | ------------------- | -------------------------------------- | ---------------- | ----- | -------- | ------------------------------------------ |
| 1 | 2008. augusztus 20. | Stade de Genève, Genf, Svájc           | Ciprus           | 1–0   | 4–1      | barátságos mérkőzés                        |
| 2 | 2010. október 12.   | St. Jakob-Park, Bázel, Svájc           | Wales            | 1–0   | 4–1      | 2012-es Európa-bajnokság-selejtező         |
| 3 | 2010. október 12.   | St. Jakob-Park, Bázel, Svájc           | Wales            | 4–1   | 4–1      | 2012-es Európa-bajnokság-selejtező         |
| 4 | 2015. március 31.   | Letzigrund, Zürich, Svájc              | Egyesült Államok | 1–1   | 1–1      | barátságos mérkőzés                        |
| 5 | 2015. szeptember 5. | St. Jakob-Park, Bázel, Svájc           | Szlovénia        | 2–2   | 3–2      | 2016-os Európa-bajnokság-selejtező         |
| 6 | 2016. október 7.    | Groupama Aréna, Budapest, Magyarország | Magyarország     | 3–2   | 3–2      | 2018-as labdarúgó-világbajnokság-selejtező |

## Sikerei, díjai
Basel
- Svájci bajnok (6): 2007–08, 2009–10, 2010–11, 2011–12, 2012–13, 2013–14
- Svájci kupagyőztes (3): 2007–08, 2009–10, 2011–12, 2018–19
- Uhren-kupa győztes (2): 2008, 2013
- Svájci bajnok U18: 2006
- Svájci kupa U19: 2006